# Liste des sites retenus pour le loto du patrimoine en 2025
| Collégiale Saint-Bonnet Collégiale Notre-Dame Phare du Petit Minou Maison-atelier de Jean Linard Citadelle de Saint-Florent Atelier central de l'usine de Rombas Ferme nord · de Zuydcoote Nymphée de Chatou Église Saint-Michel Château de Logempré Collégiale Notre-Dame-la-Grande Pont Valentré Le Tivoli Serre de la Madone \| P H F M \| |
| P H F M |

| P H F M |

Cet article recense les sites retenus pour le loto du patrimoine en 2025.

## Projets emblématiques
Le 19 mars 2025, la mission Stéphane Bern annonce les 18 projets qualifiés d'« emblématiques » figurant sur les billets de loto mis en vente. Cette 8e édition apporte un soutien particulier au patrimoine de Mayotte, durement éprouvé par le cyclone Chido, avec une enveloppe d'un million d'euros destinée aux projets locaux sélectionnés lors des précédentes éditions.
| Nom                                      | Commune                 | Département      | Région                     | Protection                                       | Coordonnées                  | Image |
| ---------------------------------------- | ----------------------- | ---------------- | -------------------------- | ------------------------------------------------ | ---------------------------- | ----- |
| Collégiale Saint-Bonnet                  | Saint-Bonnet-le-Château | Loire            | Auvergne-Rhône-Alpes       | Classée MH (1922)                                | 45° 25′ 25″ N, 4° 04′ 03″ E  |       |
| Collégiale Notre-Dame                    | Semur-en-Auxois         | Côte-d'Or        | Bourgogne-Franche-Comté    | Classée MH (1840)                                | 47° 29′ 26″ N, 4° 19′ 57″ E  |       |
| Phare du Petit Minou                     | Plouzané                | Finistère        | Bretagne                   |                                                  | 48° 20′ 12″ N, 4° 36′ 51″ O  |       |
| Maison-atelier de Jean Linard            | Neuvy-Deux-Clochers     | Cher             | Centre-Val de Loire        | Inscrite MH (2012)                               | 47° 17′ 18″ N, 2° 37′ 45″ E  |       |
| Citadelle de Saint-Florent               | Saint-Florent           | Haute-Corse      | Corse                      | Inscrite MH (1991) · Classée MH (1994)           | 42° 40′ 58″ N, 9° 18′ 06″ E  |       |
| Atelier central de l'usine de Rombas (d) | Rombas Amnéville        | Moselle          | Grand Est                  |                                                  | 49° 15′ 41″ N, 6° 06′ 45″ E  |       |
| Prison de Petit-Canal                    | Petit-Canal             | Guadeloupe       | Guadeloupe                 | Inscrite MH (1991)                               | 16° 22′ 48″ N, 61° 29′ 32″ O |       |
| Hôpital André-Bouron                     | Saint-Laurent-du-Maroni | Guyane           | Guyane                     | Classé MH (1999)                                 | 5° 30′ 02″ N, 54° 01′ 52″ O  |       |
| Ferme nord de Zuydcoote (d)              | Zuydcoote               | Nord             | Hauts-de-France            |                                                  | 51° 03′ 42″ N, 2° 28′ 52″ E  |       |
| Nymphée de Chatou                        | Chatou                  | Yvelines         | Île-de-France              | Classée MH (1952)                                | 48° 53′ 32″ N, 2° 09′ 40″ E  |       |
| Fontaine Gueydon (d)                     | Fort-de-France          | Martinique       | Martinique                 | Inscrite MH (2009)                               | 14° 36′ 24″ N, 61° 04′ 26″ O |       |
| Église Saint-Michel (d)                  | Dzaoudzi                | Mayotte          | Mayotte                    |                                                  | 12° 46′ 52″ S, 45° 15′ 19″ E |       |
| Château de Logempré                      | Pont-Saint-Pierre       | Eure             | Normandie                  |                                                  | 49° 20′ 02″ N, 1° 17′ 07″ E  |       |
| Collégiale Notre-Dame-la-Grande          | Poitiers                | Vienne           | Nouvelle-Aquitaine         | Classée MH (1840)                                | 46° 35′ 00″ N, 0° 20′ 38″ E  |       |
| Pont Valentré                            | Cahors                  | Lot              | Occitanie                  | Classé MH (1840) · Patrimoine mondial (1998)     | 44° 26′ 42″ N, 1° 25′ 54″ E  |       |
| Le Tivoli (d)                            | Clisson                 | Loire-Atlantique | Pays de la Loire           |                                                  | 47° 05′ 21″ N, 1° 16′ 44″ O  |       |
| Serre de la Madone                       | Menton                  | Alpes-Maritimes  | Provence-Alpes-Côte d'Azur | Classée MH (1990) · Patrimoine XXe siècle (2001) | 43° 46′ 32″ N, 7° 28′ 32″ E  |       |
| Maison Martin-Valliamée                  | Saint-André             | La Réunion       | La Réunion                 | Classée MH (1983)                                | 20° 56′ 59″ S, 55° 39′ 29″ E |       |